# Hyalocoa atra
Hyalocoa atra är en fjärilsart som beskrevs av Bang-haas 1927. Hyalocoa atra ingår i släktet Hyalocoa och familjen björnspinnare. Inga underarter finns listade i Catalogue of Life.